# La Sarre
La Sarre är en stad (kommun av typen ville) och tätort (centre de population) i provinsen Québec i Kanada. Den ligger i regionen Abitibi-Témiscamingue, i den sydöstra delen av landet, 500 km nordväst om huvudstaden Ottawa. Staden har flera namn på algonkinska: Matanekak på Pikogan-dialekt och Amikitik eller Wabakin på Kitigan Zibi-dialekt.